# Rhinogobiops
Rhinogobiops is een monotypisch geslacht van straalvinnige vissen uit de familie van grondels (Gobiidae).

## Soort
- Rhinogobiops nicholsii (Bean, 1882)